# Adaro (musicien)
Pour les articles homonymes, voir Adaro.
Adaro, de son vrai nom Thijs Ploegmakers, est un producteur et disc jockey de hardstyle néerlandais. En parallèle, Ploegmakers est membre, aux côtés de Ran-D, du groupe à succès Gunz for Hire. En 2013, Adaro est classé 75e au top 100 de DJ Mag, et la plupart de ses travaux sont plébiscités par la presse spécialisée. Néanmoins, à cause de problèmes de santé, Adaro se doit d'annuler la plupart de ses apparitions ; il ne revient que fin 2014 expliquant avoir souffert tout ce temps d'hyperacousie. Adaro, comme pour la plupart des producteurs hardstyle est considéré par les critiques comme l'un des plus grands nom du genre.

## Biographie
Ploegmakers grandit à Schaijk, dans le Brabant-Septentrional, dans un petit village de 7 000 habitants,. Dans le domaine musical, il est initialement inspiré par Bonzai Channel One de Thunderball en 1993. Il se lance initialement dans la production musicale en 1997, et travaille aux côtés d'un petit groupe local de club et trance appelé Driftwood, qui atteindra les classements dance internationaux grâce à leur single Freeloader aux alentours de 2002 et 2003,,,,. Ploegmakers s'investit ensuite dans le hardstyle aux côtés de son ami Ran-D, et fait paraître au début de 2009 son premier extended play intitulé My Name is Hardstyle. Il est pendant deux ans résident d'un club de hardstyle dans sa ville natale, dans laquelle il reviendra en décembre 2012 pour participer à la soirée Maximum Goes Hard. En 2009, il joue au festival Q-Base en Allemagne,.
Son titre Under Attack avec Ran-D est considéré comme l'un des plus populaires du hardstyle en 2010 (#2 au Hardtraxx Top de 2010). En 2013, Adaro est classé 75e au top 100 de DJ Mag,. En 2013, il participe à l'album Qapital, plébiscité sur Partyflock avec une note de 80 sur 100, et à Thrillogy, noté d'un 81 sur 100.
À cause de problèmes de santé, Adaro se doit d'annuler la plupart de ses apparitions,. Fin 2014, Adaro revient et fait le bilan sur son état de santé expliquant qu'il souffrait en réalité d'hyperacousie : « Je trouvais que quelque chose n'allait pas avec mes oreilles. Mais à la deuxième semaine de janvier 2014, ça ne faisait qu'empirer. Le terme médical pour ça, c'est l'hyperacousie. Des sons normalement bas commençaient à devenir beaucoup plus importants. C'est une mauvaise connexion entre les oreilles, les nerfs et le cerveau. À cause de ça, j'ai souffert de monstrueux maux de tête et j'entendais comme des sifflets. Et c'est pour ça que j'ai dû arrêter de produire et me soigner. »
À l'été 2011, Ran-D et Adaro commencent une collaboration officielle sous le nom de Gunz for Hire,. En 2012, la popularité du groupe Gunz for Hire explose significativement avec leur apparition dans de grandes soirées comme Decibel Outdoor, Thrillogy et Qlimax. Au début de 2014, la véritable identité du groupe est révélée ; dans une conversation interceptée sur l'application WhatsApp entre Ploegmakers et l'un de ses amis, il est révélé que le duo n'était pas présent pendant un long moment à cause d'une trop grande pression. Ils ont alors demandé à deux de leurs amis d'enfiler les masques et de monter pour eux sur scène, tandis que Ran-D et Adaro pouvaient se détendre et travailler en studio. Les mixsets étaient pré-enregistrés et tout ce que leurs amis avaient à faire étaient de lever les bras. 
En février 2015, le groupe fait son retour aux côtés des DJs Obsession et Chimera. À la fin 2016, il s'associe avec Endymion pour la sortie du single Rock and Roll.

## Influences
Lors d'une entrevue effectuée en 2013 avec le site Dance Producer, Ploegmakers fait part du matériel qu'il utilise pour ses productions : un Mac Pro de la marque Apple, un clavier MIDI Yamaha KX25, des haut-parleurs Dynaudio BM5a, et des VST tels que Sylenth1, Massive de Native Instruments, FM8 et Z3ta 2. Il explique également s'inspirer d'autres musiciens hardstyle comme les Noisecontrollers, et gabber comme Tha Playah et Amnesys.